# Менте
Менте (от менш, „малко“) е горна дреха без ръкави и с богата украса от гайтани, част от народната носия в някои краища на България. Носи се и от мъжете, и от жените.
Дългото черно менте с изразително вталена кройка и недопиращи се предници е част от софийската женска зимна или празнична носия. Мъжкото менте в Софийско е късо до кръста, под което се опасва син пояс, а в Граовско и Гоцеделчевско се носи дълго менте без ръкави, наричано дорамче, а червеният пояс се опасва над него. В Самоковско мъжете комбинират тъмни ментета с бели беневреци.